# Integrated Romanian Information System
Integrated Romanian Information System (IRIS) este o companie privată fondată în anul 1994.
Face parte din grupul internațional de companii MDS Group începând cu anul 1998.
IRIS este unic distribuitor al produselor Apple Inc. în România, devenind furnizor important de hardware, software și soluții integrate.